# 宍戸景好
宍戸 景好（ししど かげよし）は、安土桃山時代から江戸時代前期にかけての武将。毛利氏の家臣。安芸国宍戸氏の一族。

## 生涯
安芸国の戦国大名・毛利氏の一門である宍戸元秀の子として生まれる。庶子であったという。
慶長5年（1600年）の関ヶ原の戦いでは、村上武吉・村上元吉らとともに伊予侵攻軍の主力として加藤嘉明の所領に攻め入るも、留守居役佃十成の奇襲（三津浜夜襲）によって敗北した。
関ヶ原の戦いの結果、毛利氏は防長36万石に移封され、景好もそれに従った。慶長10年（1605年）の萩城築城に関わる毛利家中の騒動（五郎太石事件）では、宍道政慶・柳沢景祐とともに熊谷元直、益田元祥の仲裁にあたった。周防国吉敷郡小鯖村を所領とし、同地で隠居、死去した。

### 子孫
長男の元真は寛永14年（1637年）頃に毛利氏の萩藩を辞して、井伊氏の近江国彦根藩士となった。
元真の子の知真は、俳人として蕉門十哲の一人と呼ばれた彦根藩士3百石取りの森川許六の娘を娶り、子の百親は許六の養子となった。（元真 - 知真 - 森川百親）。森川許六は俳人として名高いだけではなく、漢詩や絵画も熟し、武士としては剣術・馬術（悪馬新当流）・槍術の上手であった。こと槍については宝蔵院流槍術鎌十文字槍の名人であった。宝永7年（1710年）に許六の隠居により森川家の家督を継いだ百親もまた、養父の技を受け継いで宝蔵院流槍術鎌十文字槍の名人となり、『宝蔵院流十文字目録並目録外』を記して後世に伝えている。

### 異説
伊予河野氏の一族・河野通軌と同一人物ともされるが、「三丘宍戸家系」、「宍戸系譜」、「防長諸家系譜」には景好との関連については記されていない。また、菩提寺である景好寺（現・山口県山口市）の縁起では、元和8年（1622年）に51歳で死去したとされるが、寛永10年（1633年）に死去ともされる。